# Championnat de Syrie de football 2008-2009
Navigation
Saison 2007-2008 Saison 2009-2010
La saison 2008-2009 du Championnat de Syrie de football est la trente-huitième édition du championnat de première division en Syrie. Les quatorze meilleurs clubs du pays sont regroupés au sein d'une poule unique où ils s'affrontent deux fois au cours de la saison, à domicile et à l'extérieur. En fin de saison, les deux derniers du classement sont relégués et remplacés par les deux meilleurs clubs de deuxième division.
C'est le club d'Al-Karamah SC, triple tenant du titre, qui remporte à nouveau le championnat cette saison, après avoir battu Al Ittihad Alep en finale pour le titre, les deux clubs ayant terminé à égalité de points en tête du classement. C'est le huitième titre de champion de Syrie de l'histoire du club, qui réussit un troisième doublé consécutif en s'imposant en finale de la Coupe de Syrie face à Al Majd Damas.

## Les clubs participants
| - Al-Karamah SC - Al Ittihad Alep - Jableh SC - Al Taliya Hama - Al Wahda Damas - Al-Nwa'ir - Tishreen SC | - Hutteen SC - Al Majd Damas - Al Shorta Damas - Al Futuwa Deir ez-Zor - Al Wathba Homs - Promu de D2 - Al Jaish Damas - Umayya - Promu de D2 |

## Compétition

### Classement
Le barème utilisé pour établir le classement est le suivant :
- Victoire : 3 points
- Match nul : 1 point
- Défaite : 0 point

| Rang | Équipe                | Pts | J  | G  | N  | P  | Bp | Bc | Diff |
| ---- | --------------------- | --- | -- | -- | -- | -- | -- | -- | ---- |
| 1    | Al Ittihad Alep       | 52  | 26 | 16 | 4  | 6  | 48 | 24 | +24  |
| 2    | Al-Karamah SCTC       | 52  | 26 | 16 | 4  | 6  | 34 | 22 | +12  |
| 3    | Al Jaish Damas        | 51  | 26 | 14 | 9  | 3  | 36 | 15 | +21  |
| 4    | Al-Nwa'ir             | 38  | 26 | 12 | 2  | 12 | 32 | 29 | +3   |
| 5    | Al Wathba HomsP       | 37  | 26 | 9  | 10 | 7  | 36 | 32 | +4   |
| 6    | Al Majd Damas         | 37  | 26 | 10 | 7  | 9  | 40 | 39 | +1   |
| 7    | UmayyaP               | 35  | 26 | 9  | 8  | 9  | 32 | 32 | 0    |
| 8    | Tishreen SC           | 30  | 26 | 7  | 9  | 10 | 27 | 30 | -3   |
| 9    | Al Taliya Hama        | 30  | 26 | 8  | 6  | 12 | 31 | 36 | -5   |
| 10   | Al Wahda Damas        | 30  | 26 | 8  | 6  | 12 | 26 | 33 | -7   |
| 11   | Jableh SC             | 29  | 26 | 7  | 8  | 11 | 28 | 34 | -6   |
| 12   | Al Shorta Damas       | 28  | 26 | 7  | 7  | 12 | 20 | 36 | -16  |
| 13   | Al Futuwa Deir ez-Zor | 26  | 26 | 6  | 8  | 12 | 31 | 42 | -11  |
| 14   | Hutteen SC            | 24  | 26 | 6  | 6  | 14 | 29 | 46 | -17  |

|  | Qualification pour la Ligue des champions de l'AFC 2010                               |
|  | Qualification pour la Coupe de l'AFC 2010                                             |
|  | Relégation en deuxième division                                                       |
|  | T : Tenant du titre C : Vainqueur de la Coupe de Syrie P : Promu de deuxième division |

### Matchs

#### Finale pour le titre
| 12 juin 2009 | Al Ittihad Alep    | 1 - 2 | Al-Karamah SC           | Al-Assad Stadium, Lattaquié                   |                                               |
|              | Otobong 21e (pen.) |       | Hamwi 71e · Mando 90+5e | Spectateurs : 30 000 Arbitrage : Muhsen Basma | Spectateurs : 30 000 Arbitrage : Muhsen Basma |

## Bilan de la saison
| Championnat de Syrie de football 2008-2009                        |                          |
| Champion                                                          | Al-Karamah SC (8e titre) |
| Coupes et trophées                                                |                          |
| Vainqueur de la Coupe de Syrie 2008-2009                          | Al-Karamah SC            |
| Qualifications continentales                                      |                          |
| Ligue des champions de l'AFC 2010                                 | Al-Karamah SC            |
| Coupe de l'AFC 2010                                               | Al Ittihad Alep          |
| Coupe de l'AFC 2010                                               | Al Jaish Damas           |
| Promotions et relégations                                         |                          |
| Promus en Syrian League                                           | Al Jazira Damas          |
| Promus en Syrian League                                           | Al Efrin                 |
| Relégués en Championnat de Syrie de football de deuxième division | Al Futuwa Deir ez-Zor    |
| Relégués en Championnat de Syrie de football de deuxième division | Hutteen SC               |